# 李军会
李军会（1977年11月—），男，河南太康人，中华人民共和国政治人物。北京大学伦理学专业哲学硕士，讲师。现任共青团北京市委员会书记。

## 生平
1997年5月加入中国共产党。2002年7月参加工作。曾任北京市丰台区卢沟桥街道办事处主任，王佐镇镇长，丰台区政府副区长；北京市对口支援和经济合作工作领导小组青海玉树指挥部党委书记、指挥（副局级），中共玉树州委常委、副州长；中共延庆区委副书记。
2020年5月，任共青团北京市委员会书记。